# Ancien théâtre municipal de Poitiers
L’Ancien théâtre municipal de Poitiers est un édifice de style 1940 situé sur la place du Maréchal-Leclerc. 
Construit en 1954 par l'architecte Édouard Lardillier, un grand nom de l'architecture de salles de spectacle, il conserve dans son hall une spectaculaire paroi en verre églomisé et gravé réalisée dans les ateliers de Robert Pansart.
Remplacé en tant que salle labellisée Scène nationale par le Théâtre Auditorium de Poitiers (TAP) depuis 2008, il a servi de cinéma d'Art et d'Essai jusqu'en décembre 2012. Il est fermé depuis cette date. 

## Histoire

### Théâtres poitevins
La ville de Poitiers n'a pas eu de salle de spectacle monumentale avant le début du XIXe siècle.

#### L'Ancienne Comédie
Une salle peu commode se trouvait au xviiie siècle dans la rue justement nommée aujourd'hui « rue de l'Ancienne-Comédie ». Aménagée dans un ancien jeu de paume situé dans la partie basse de la rue, elle avait une forme carrée et ne possédait aucun aménagement particulier à en croire les descriptions anciennes. « On ne saurait en un mot imaginer ensemble plus misérable », en dit M. B. de la Liborlière dans ses mémoires publiés en 1846.

#### Le théâtre de 1819

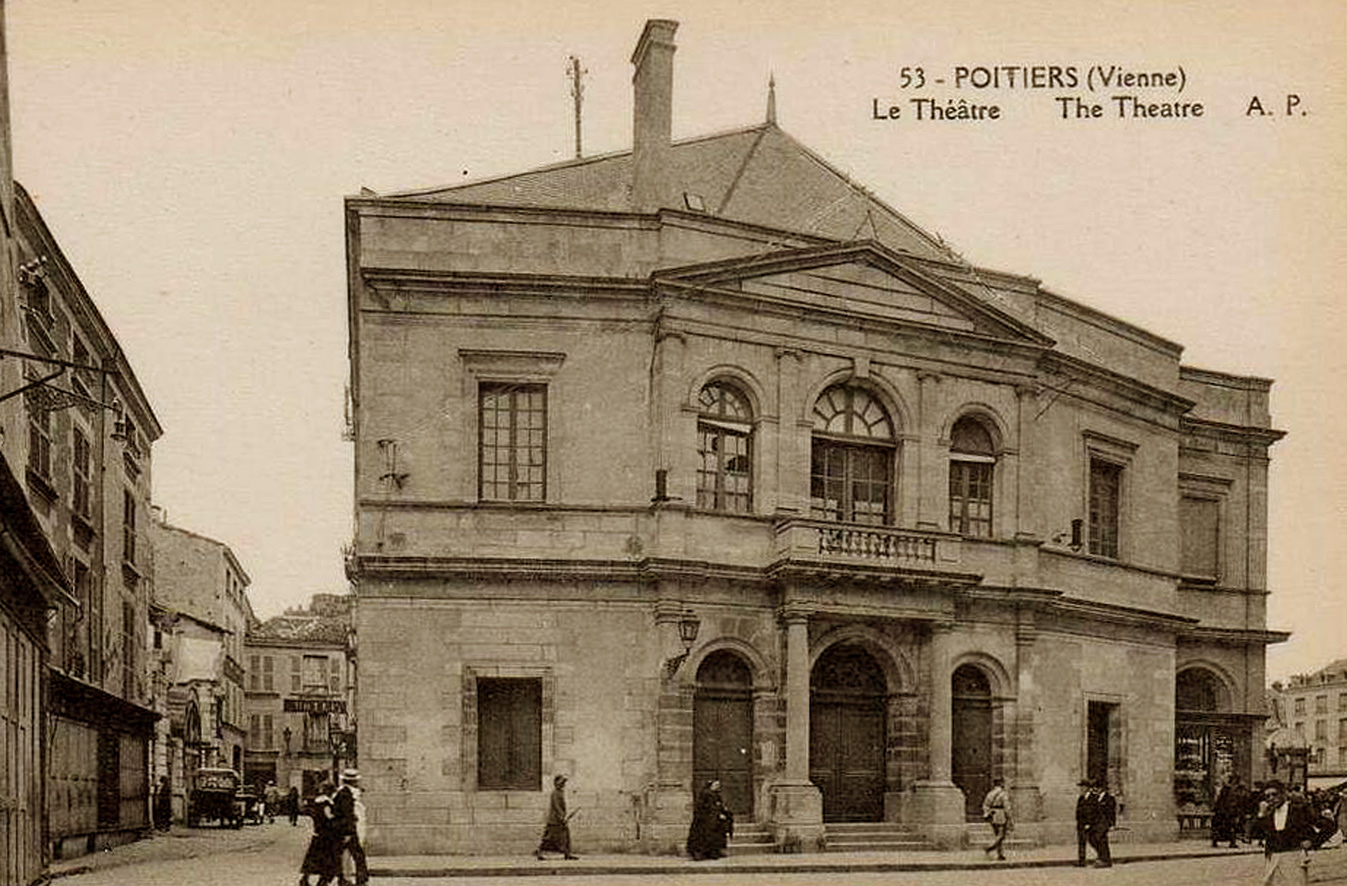
Ancien théâtre de Poitiers, construit en 1819. Façade principale sur l'actuelle rue de la Marne (carte postale v 1900).

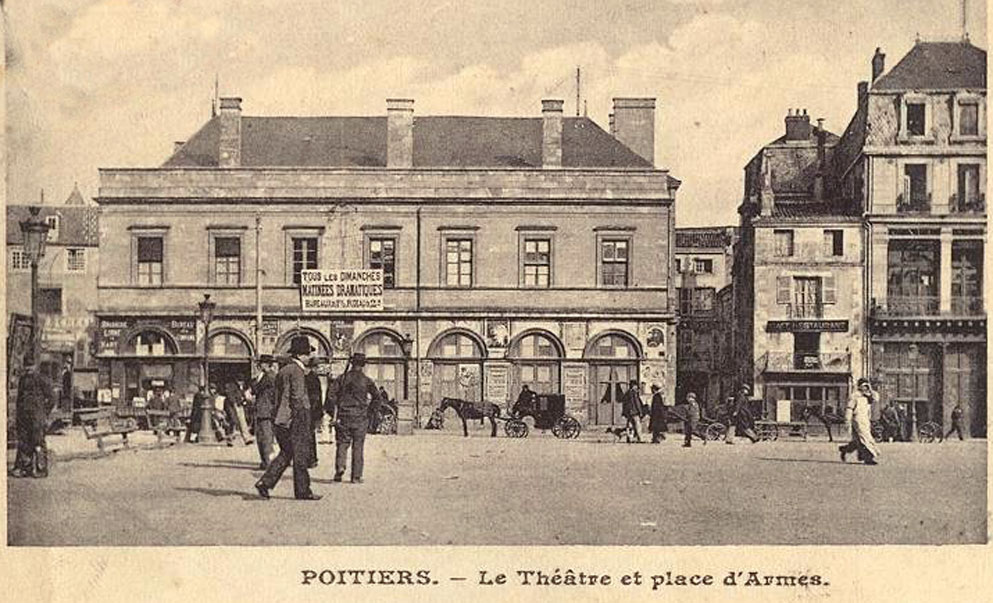
Façade du côté de la Place d'Armes, avec sa galerie abritant des commerces (carte postale v 1900).

Ce manque de salle adéquate engendra la construction, à l'emplacement de l'ancienne boucherie du marché-vieux et du bureau du « poids-le-roi », d'une salle à l'italienne par l'architecte Vétault et l'ingénieur Zacharie Galland. Ce dernier propose un projet de théâtre dès l'An IX de la République, en même temps que le projet d'installer 200 réverbères en centre ville. Le choix de l'emplacement semble s'être imposé d'office : « La Place d'Armes est déjà le plus beau quartier de la ville, la salle de trouverait sur la route de Paris en Espagne, elle donnerait un coup d’œil flatteur pour les étrangers ».
Cet édifice de style Restauration, inauguré en 1819, avait un plan irrégulier, en raison de la parcelle et des rues avoisinantes. L'architecte avait tenté de masquer ces irrégularités par les deux façades. 
La façade principale, de style néoclassique, ouvrait sur la rue des Basses-Treilles (actuelle rue de la Marne) par un portique flanqué de deux colonnes toscanes supportant un petit balcon. Du côté de la place, une longue façade monotone composée d'arcades abritait des boutiques, suivant une formule fréquente à l'époque. Sur ce mur se trouvait un cadran solaire.
L'édifice fut vite jugé insuffisant et à la fin du siècle il est vivement critiqué. Des travaux de réaménagement ont lieu durant le XIXe et au début du XXe siècle. En 1844, l'éclairage au gaz y est installé, puis l’éclairage électrique en 1896. Cette même année on procède a des aménagements des loges, balcons, fauteuils, et on cherche toujours à mettre le bâtiment aux normes dans les années 1920. 
Le choix d'un nouveau théâtre, plus moderne, sera fait après la Seconde Guerre mondiale.
Le théâtre est fermé sur ordre du préfet pour des raisons de sécurité incendie le 23 octobre 1948, et la décision est faite de le démolir et de reconstruire un théâtre neuf au même emplacement.
En attendant les spectacles ont lieu dans la salle des fêtes du collège Saint-Joseph (par la suite lycée des Feuillants).

#### Un nouveau théâtre

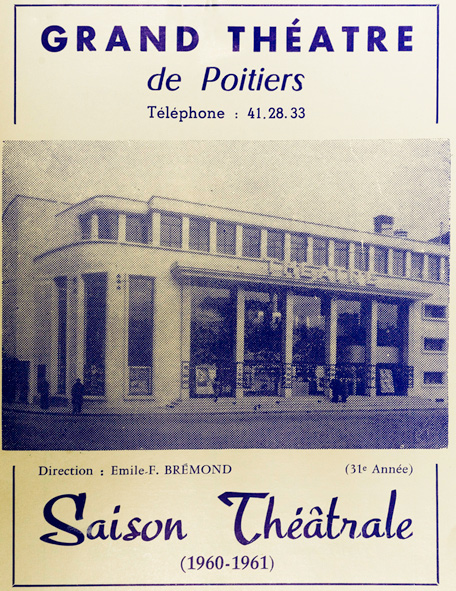
Publicité pour la saison 1960 du théâtre de Poitiers.

Ce nouvel édifice culturel est en grande partie financé par un legs généreux de la comtesse d'Osmoy, mais surtout grâce à l'indemnité de reconstruction touchée par Émile Bremond (futur directeur du théâtre), le propriétaire du cinéma « Le Majestic ». Ce cinéma ayant été totalement détruit pendant les bombardements alliés du 13 juin 1944, la ville lui avait racheté l'indemnité.
Le nouveau théâtre devait non seulement avoir une salle moderne avec une capacité plus importante, mais devait aussi être équipé pour le cinéma. En revanche l'emplacement sera exactement le même, limitant à priori les possibilités d'agrandissement. Un premier projet est proposé par Lucien et Maurice Martineau, mais celui-ci, jugé trop ambitieux, est rejeté pour des raisons financières. 
C'est sur l'architecte Édouard Lardillier que se porte la municipalité. Lardillier était spécialisé à la fois dans la construction des salles de cinéma, mais aussi dans la rénovation de salles anciennes. Il a beaucoup travaillé dans le Nord-Pas-de-Calais, à Paris et à Troyes. Plus tard il rénove le cinéma « Club » à Poitiers. Les frères Martineau sont conservés comme maitres d'ouvrage pour la construction.
À la fin du XXe siècle, l'édifice est jugé trop petit pour une capitale de région. Il est limité dans les types de spectacles montables, et sa salle unique réduit considérablement les diffusions de films. Il est remplacé comme salle de spectacle à partir de 2008 par le TAP (Théâtre Auditorium de Poitiers), construit dans la rue de la Marne, et devient l'annexe dévouée au cinéma d'art et d'essai, appelée le TAP cinéma. Cette institution déménage en 2012 dans le bâtiment du cinéma Castille situé de l'autre côté de la place, où elle partage le multiplexe avec le groupe CGR, en se dotant au passage de deux salles supplémentaires consacrées au cinéma art et essai.

#### Transformation
La ville de Poitiers annonce en 2013 le projet de créer des locaux commerciaux et des logements dans l'ancien théâtre, tout en ouvrant un espace culturel consacré aux arts visuels. La façade et le verre églomisé de Pansart doivent être conservés pour respecter les obligations du nouveau secteur sauvegardé de Poitiers. 
Le 8 janvier 2015, en raison d'« erreurs manifestes » dans l'estimation de France Domaine, le rapporteur public du tribunal administratif demande l'annulation de la délibération du conseil municipal actant la vente du théâtre.
La démolition de la salle de spectacle, le foyer et la scène a débuté en février 2020 dans le cadre de la requalification du bâtiment en commerces, logements et salle d'exposition. Le miroir gravé de Robert Pansart est en cours de restauration, en vue de se réinstallation dans le hall au terme des travaux.

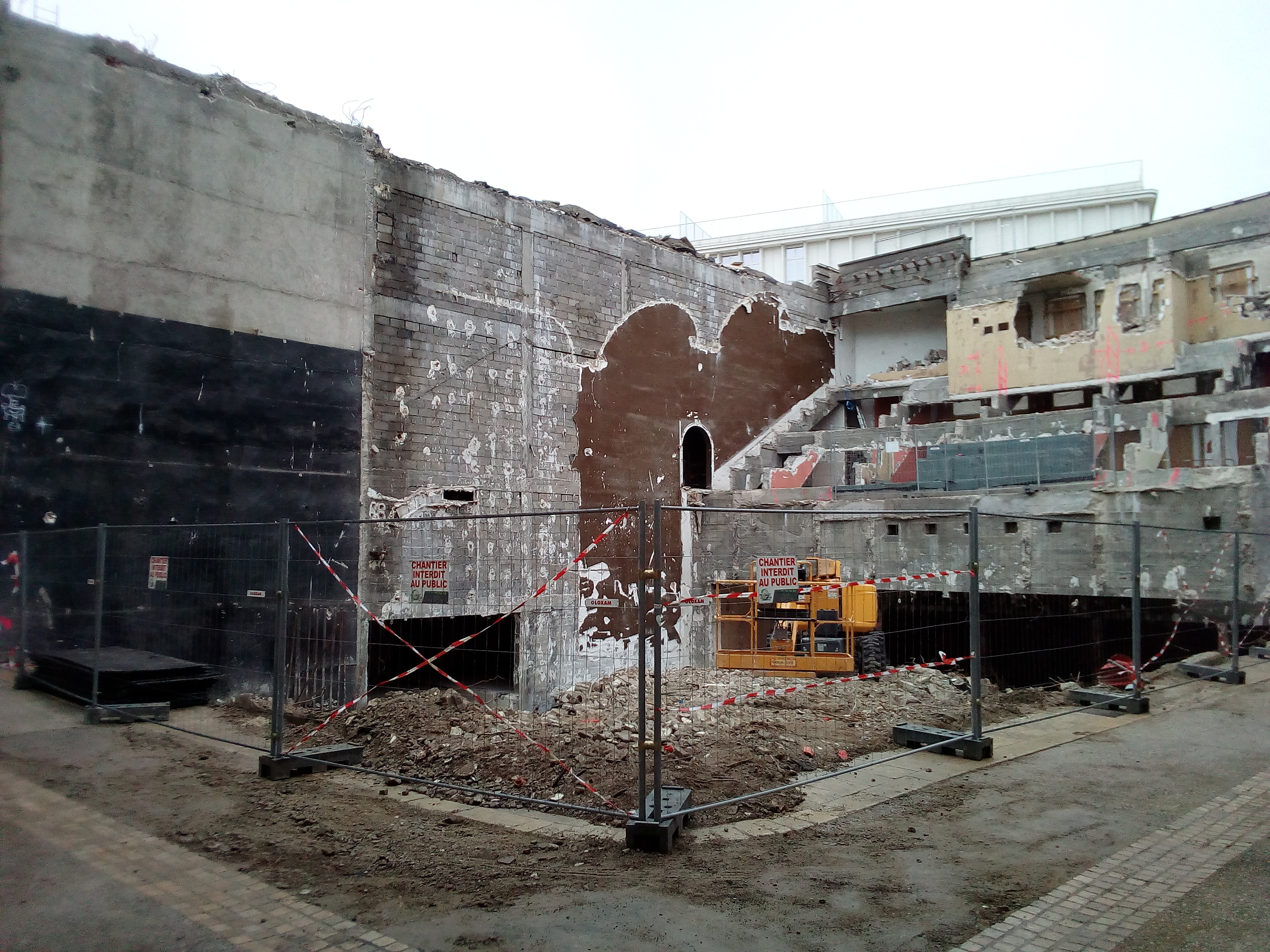
Démolition de la salle de spectacle, du côté de la rue du Plat-d'étain, février 2020.

### Cinémas poitevins: 1945-1965

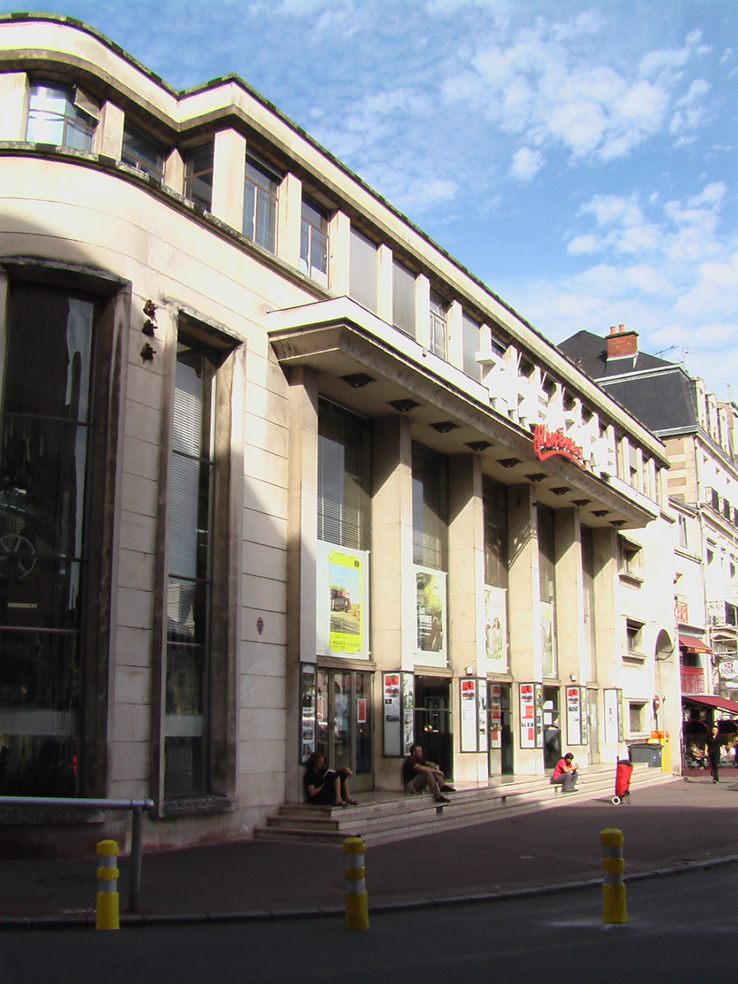
Le TAP Cinéma en 2011 avant sa fermeture, et son déplacement dans le cinéma Le Castille.

Le théâtre à l'italienne de 1819 accueillit avant la Première Guerre mondiale les séances de cinéma, la salle prenant le nom de Comœdia. En revanche, la salle ancienne était peu propice à cet art. En 1947 on y cessa toute projection de film. 
Sur la place, le cinéma Castille avait été réaménagé par les frères Martineau, architectes, en 1948, dans un style baroque typique des années 1940. Il a été depuis totalement réaménagé en multiplexe. Sa façade conserve néanmoins les armoiries de Poitiers et du Poitou datant de cette réfection.
Dans ces années on construit également le cinéma le Berry (1951), rue Henri Oudin, et hors centre, le cinéma de la Madeleine (1947), avenue du 8-mai-1945. Seul le bâtiment du second existe encore. Ce dernier avait la particularité d'être construit en grande partie avec des matériaux de récupération. Notons aussi le petit cinéma Pax dépendant du patronage Saint-Joseph et rénové après la guerre.
Dans la rue Carnot, le cinéma Club était également une réalisation d’Édouard Lardillier, aménagé en 1962 dans l'ancien cinéma « le Régent ». Sa façade était proche dans l'esprit de celle du théâtre. Ce bâtiment fut remplacé par le parking de l'Hôtel-de-ville (ancien parking Carnot) en 1970.

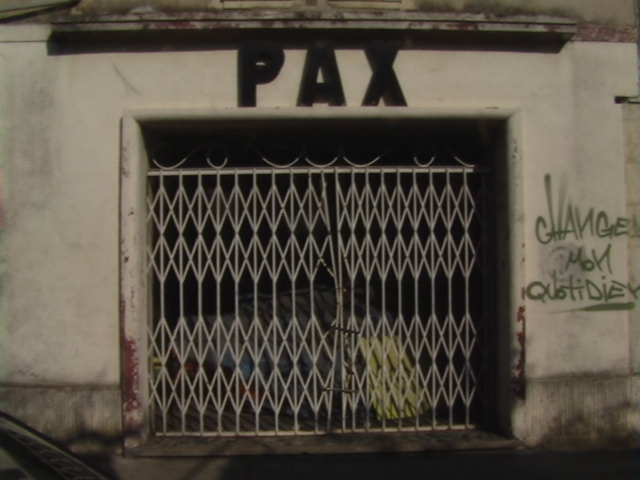
La façade du Pax en 2007.
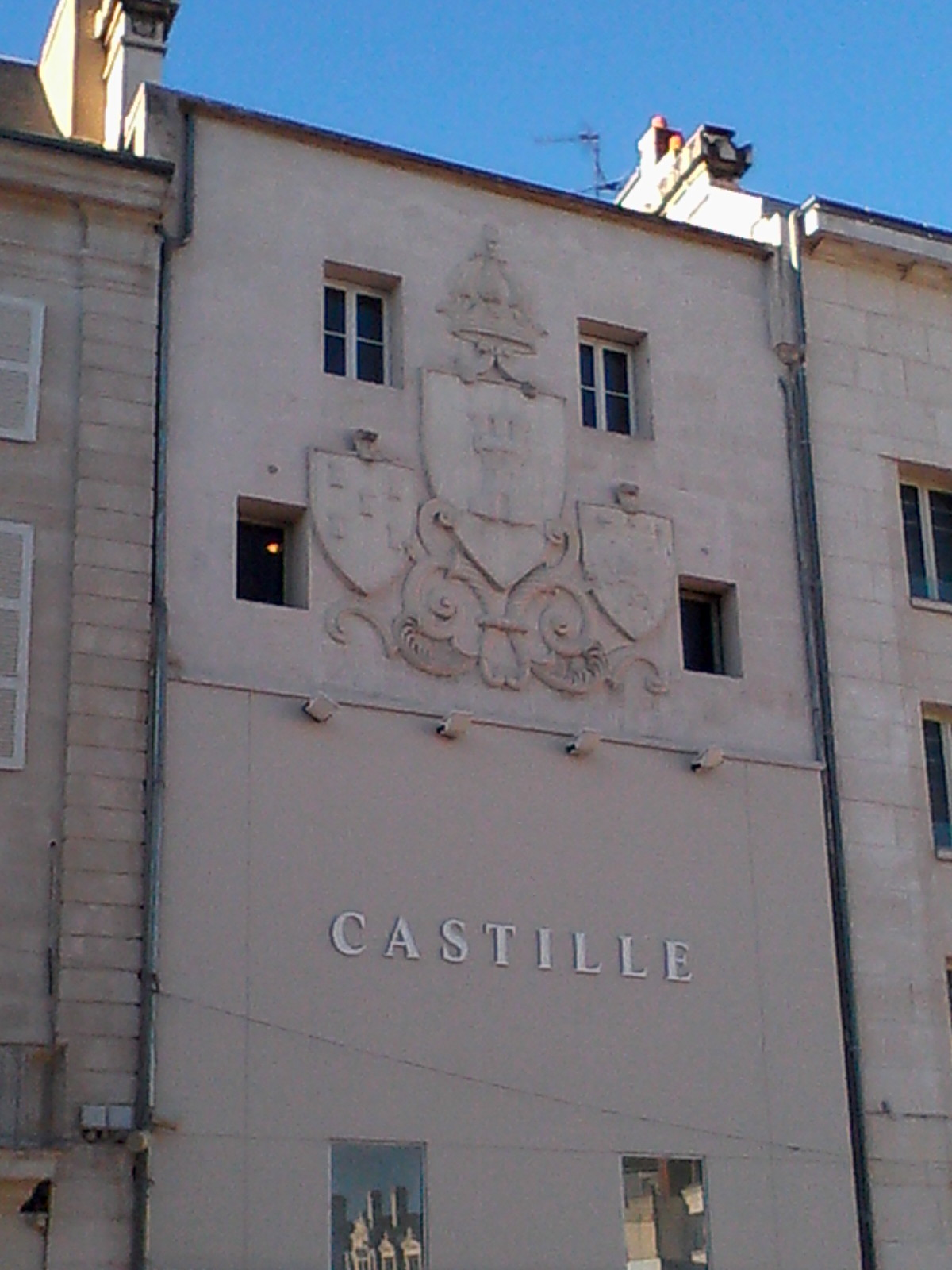
Façade du Castille en 2013.

## Architecture et décor intérieur

### Le bâti
La structure du bâtiment est en béton armé, les façades principale et latérale sont recouvertes de parements de pierre calcaire blanche, rappelant le même principe inauguré par Auguste Perret au Théâtre des Champs-Élysées en 1913. 
L'architecte, voulant réaliser la salle la plus vaste possible, a dû sacrifier les espaces annexes habituellement liés au faste et à l'apparat : hall, escalier d'honneur, foyer. Le texte de présentation annonce bien ce sens rationnel :
"Chaque espace a été étudié, aucune place n'est inutilisée ; de la cave aux combles, le plus mince réduit abrite une loge, un couloir, un escalier, des canalisations, des appareils électriques..." 

### Salle de spectacle
La salle précédente étant jugée trop petite, Lardillier eut l'idée de creuser dans le sol afin d'obtenir une salle beaucoup plus spacieuse, de 21 mètres de profondeur et d'une largeur de 17 mètres. 
La salle pouvait recevoir 560 spectateurs, le promenoir une centaine. Le spectaculaire balcon, pouvant accueillir plus de 400 spectateurs supplémentaires, surplombe la salle, produisant un effet assez vertigineux. 
Au centre de ce balcon se trouve la « loge » des notables, un espace délimité par la même balustrade en verre et feuilles d'acanthe en laiton que ceux de l'escalier du hall. Le reste du balcon est entouré d'une rampe en fer forgé aux formes calligraphiques très simples. On accède au balcon par le foyer-bar. 
Conçue pour assurer une visibilité adéquate autant pour le théâtre que le cinéma, les fauteuils étaient de la maison Gallay. Les tentures étaient de couleur rouge geranium et gris tourterelle.
La scène, quant à elle, fait une dizaine de mètres en profondeur. Elle était équipée d'un écran de 12 mètres de large permettant la projection de films en Cinémascope. Avant sa fermeture en 2012 la salle contenait 850 places.

### Hall et escalier

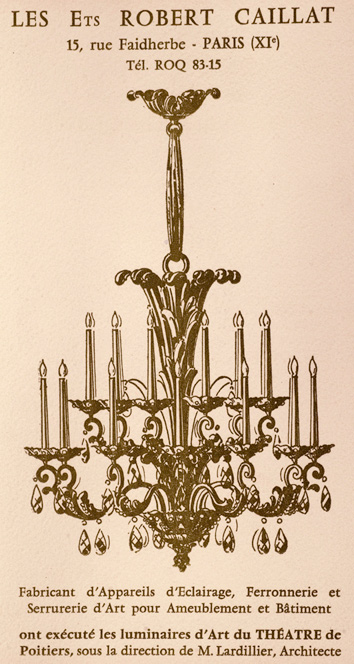
Publicité de la maison Robert Caillat pour les lustres du théâtre de Poitiers (1954).

L'architecte ayant choisi d'inverser la structure de l'édifice par rapport au théâtre précédent, qui ouvrait sur la rue de la Marne, il a du sacrifier la possibilité d'un grand hall.
Le hall longe ainsi la façade principale donnant sur la place du Maréchal-Leclerc, mais présente une très faible profondeur. Face aux portes se trouvent les guichets de la billetterie. Le style général se caractérise par le mélange entre une très grande sobriété formelle moderniste et des ornements exubérants (luminaires, verre gravé, rampe d'escalier).
Escalier d'honneur
L'accès à la salle et au foyer-bar se fait par un escalier du côté ouest. Un escalier plus simple, mais avec un palier qui surplombe le hall et se voit par les fenêtres extérieures de la façade, donne accès aux bureaux, salles de répétition et de danse et loges côté est. La rampe de cet escalier est ornée discrètement de formes stellaires en laiton, malheureusement peintes en rose à une époque plus récente.
Malgré sa taille très réduite, l'escalier d'honneur qui mène au foyer-bar et à la salle se trouve mis en valeur par plusieurs astuces de l'architecte. 
À chaque palier se trouvent des lustres extravagants en laiton et ornés de pampilles créées par la maison Robert Caillat de Paris. D'inspiration baroque, ils rappellent les créations de Gilbert Poillerat et sont très représentatifs du style de la période. Le plus gros, qui présente des fausses bougies et des ampoules cachées dans les volutes des branches, est mis en valeur par l'arrondi du bâtiment. 
Les grandes fenêtres verticales, qui éclairent les différents niveaux de cet escalier en les traversant, le rendent visible depuis l'extérieur et contribuent à sa mise en valeur. Elles apportent beaucoup de lumière dans le hall, ce qui joue des reflets avec le verre églomisé sur le mur opposé.  
De même, les portes en verre du foyer-bar, pourtant modestes, sont mises en valeur par le traitement des volumes qui les encadrent : surplomb de la pièce à l'étage, angle arrondi. Ces portes sont entièrement en verre, comme celles de l'entrée : très modernes, elles n'ont pour ornement que leurs plaques de laiton et leurs poignées cylindriques. Elles contrastent totalement avec l'allure baroque des lustres ou du miroir gravé mais s'y rattachent néanmoins par la couleur doré du laiton.
L'escalier lui-même fait le lien entre ces deux tendances. Il présente une élégante rampe composée de plaques de verre, choix on ne peut plus moderniste à l'époque. Mais ces plaques en verre trempé sont retenues par des feuilles d'acanthe en laiton doré réalisées dans les ateliers de Robert Caillat, faisant écho aux luminaires et à la tradition des escaliers d'apparat. 
Une partie des rampes a été malheureusement peinte en rose, faisant perdre l'unité coloré de l'ensemble, déclinant à l'origine les tonalités dorées, vertes et vert-de-gris.

#### Le verre églomisé de Robert Pansart

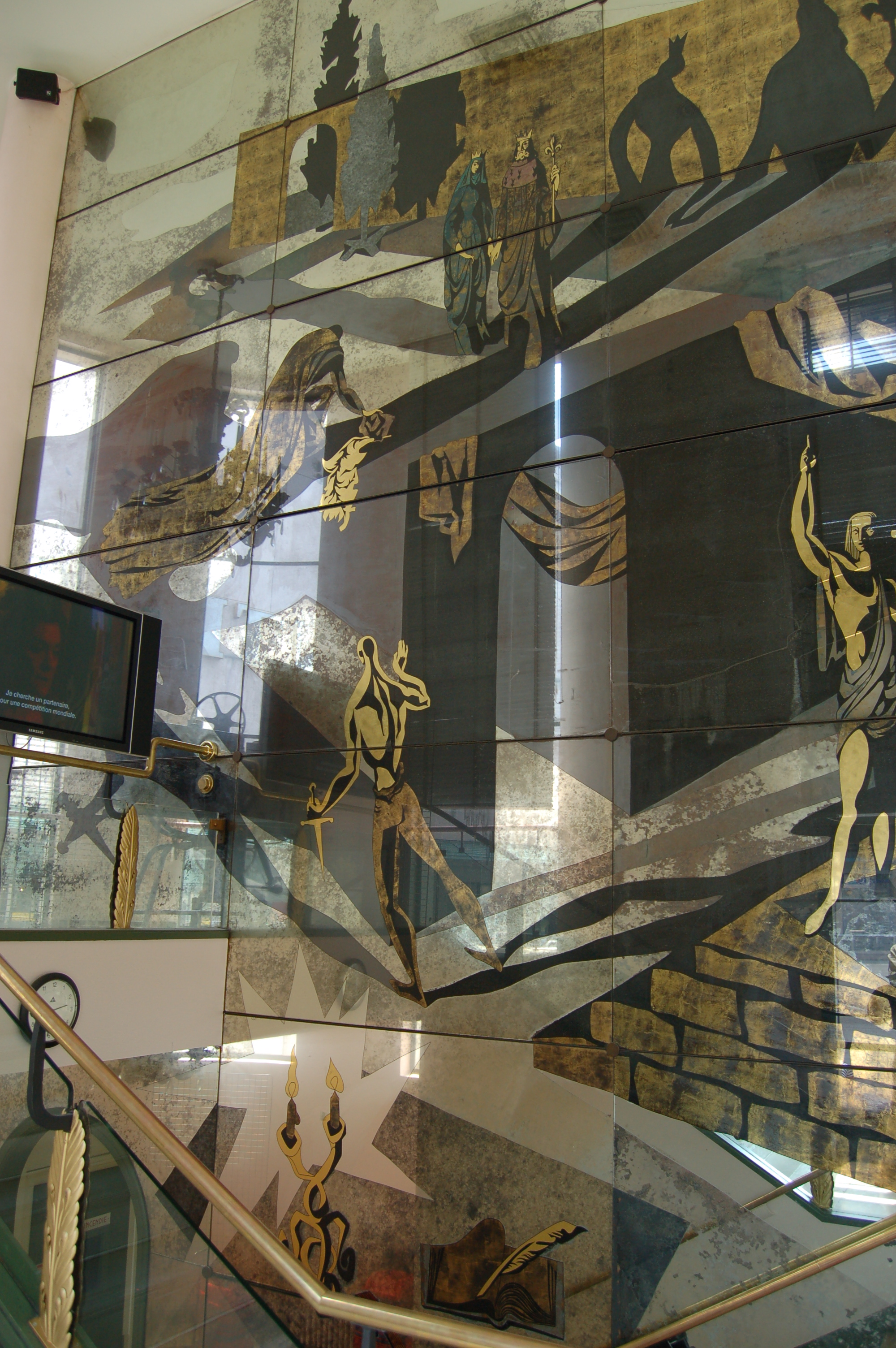
L'ensemble en verre gravé et églomisé recouvre tout le mur du fond du hall sur plus de 90 m2, au-dessus des guichets et jusqu'au pied de l'escalier.

Il s'agit de la réalisation la plus remarquable du bâtiment. C'est un élément historique et artistique majeur, non seulement à Poitiers, mais pour l'histoire des arts décoratifs de l'après-guerre et du patrimoine du XXe siècle en France.
Aussi extraordinaire que cela puisse paraître, il n'est malheureusement pas protégé par un classement aux Monuments Historiques à l'heure actuelle (hiver 2013) mais une étude est en cours étant donné les transformations prévues dans l'édifice.
Un décor moderne mais dans l'héritage du XIXe siècle
Les projets d'architecte conservés aux archives municipales de Poitiers montrent des bas-reliefs d'inspiration hellénique (joueurs de syrinx, lyres) prévus sur la façade, dans une tradition remontant aux salles du XIXe siècle. Cette idée a été abandonnée, au profit du décor intérieur. 
Pour monumentaliser l'effet de la façade, le mur entier du hall, du plafond jusqu'à la porte en plein-cintre qui donne accès aux sanitaires en contrebas, a été recouvert par un décor allégorique en verre églomisé et gravé par oxydation. Faisant plus de 90 m2 il s'agit d'un des (sinon le) plus grands verres gravés de l'époque.  
Il était visible depuis l'extérieur par les grandes fenêtres vitrées (aujourd'hui occultées). L'imagerie allégorique déployée sur toute la surface jouait ainsi le rôle des frontons et façades sculptés des théâtres classiques, l'effet chatoyant des reflets et des lustres faisant contraste avec la rigueur froide et monumentale de la façade. Outre l'effet spectaculaire, cela permettait d'atténuer visuellement l'étroitesse de ce hall. 
Un atelier prestigieux
Réalisé après la construction du bâtiment, et posé en 1956, ce miroir, ou « damier » pour reprendre les termes de l'époque, est l’œuvre des ateliers parisiens de Robert Pansart, (1909-1973) d'après un carton du peintre français d'origine serbe André Grozdanovitch (1912-1997). 
Le verrier Robert Pansart, un des plus réputés de l'après-guerre (avec Max Ingrand et Pierre Lardin) avait travaillé avec les ensembliers et décorateurs les plus prestigieux des années 1930 et 1940. Spécialisé dans le verre églomisé dont il inventa des techniques (notamment en expérimentant avec les oxydations) il est l'auteur de nombreux miroirs et objets décoratifs, et de verres monumentaux dont celui de Poitiers est le plus grand et le seul conservé in situ. En France, il reste quelques maigres vestiges de celui réalisé, également pour Lardillier, dans le grand escalier du cinéma Berlitz, aujourd'hui (Gaumont Opéra Premier). Cet ensemble fut totalement dénaturé au début des années 1990. Pansart réalisa ensuite des décors pour le paquebot France.
Artiste ayant beaucoup travaillé avec Pansart, André Grozdanovitch est le père du joueur de tennis et écrivain Denis Grozdanovitch.
Deux cartons préparatoires du damier ont été acquis par le Musée Sainte-Croix de Poitiers en 2013.
Descriptif
Ce verre églomisé représente les différents arts de la scène. Les figures font référence aux personnages des mythes antiques, selon des conventions classiques, à l'imagerie shakespearienne et italienne. Mais le peintre fait aussi preuve d'inventivité, et situe son œuvre dans l'époque contemporaine par des figures modernes (orchestre symphonique, ballerine, ouvrier sur le décor) et y inclut des représentations moins courantes (les conférences, la critique). Un panneau explicatif permettait d'identifier les scènes. 
L'espace y est fait pour évoquer l'aspect artificiel des décors de théâtre : il est structuré par une paroi très fine, régulièrement ouverte de portes en plein-cintre. Par endroits, les béquilles en bois utilisées pour faire tenir les décors sont visibles. Une échelle y est posée, en haut de laquelle un ouvrier du théâtre est en train de terminer la construction. Des drapés baroques, des arbres, une colonne antique et des marches forment les accessoires de cet énorme décor imaginaire. Quelques grosses lignes courbes, en miroir non oxydé, suggèrent un ciel dans la partie haute.
Dans les recoins et espaces créés par la paroi sont regroupés les figures allégoriques. Les ombres sont franches, et les contrastes sont extrêmes, suggérés par des oxydations différentes des feuilles métalliques. De même l'éclairage évoque les projecteurs de théâtre par les ombres doubles qui sont projetées à la fois vers la gauche et la droite. Cette lumière, venant d'une source très basse, crée des ombres très longues et étirées, qui apportent une touche d'étrangeté et de merveilleux à l'ensemble. Cela rappelle la manière du peintre Giorgio de Chirico, situant l’œuvre dans un héritage surréaliste et onirique. Les silhouettes des figures et statues sont ainsi dédoublées et créent une dynamique en liant les scènes les unes aux autres.
Le style du dessin, exagérant les formes humaines, simplifiant les corps en silhouettes à la manière de Jean Cocteau, rappelle aussi l’œuvre tardive de Georges Braque et la stylisation des peintres comme Jean Lurçat, Jean Picart Le Doux ou André Marchand.

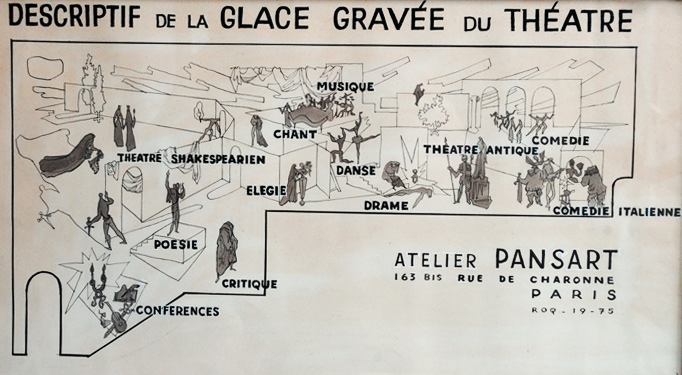
Descriptif d'époque accroché autrefois dans le hall.

Du bas de l'escalier vers le haut et de gauche à droite on y voit :
- les conférences, symbolisées par une nature morte post-cubiste d'objets allégoriques : guitare ancienne, épée dans son fourreau, loup de bal masqué, une livre ouvert avec une plume et un chandelier à deux branches.
- la poésie, symbolisée par Apollon ou Orphée debout sur un socle tenant une lyre, il lève le bras et indique le ciel d'un geste éloquent d'orateur.
- la critique, symbolisée de manière étonnante comme une figure mystérieuse, entièrement drapée dans une couleur sombre, et dont la position fait écho à l'escalier menant vers la salle, comme si elle en sortait...
- le théâtre shakespearien occupe toute la partie supérieure gauche du mur. Un roi porteur de sceptre et une reine du Moyen Âge avancent vers un gentilhomme à longue cape et panache qui se prosterne devant eux. Ignoré de ce groupe, un homme armé d'une dague les guette au coin du mur, en l'attente de commettre un méfait. Derrière le couple royal, une figure en costume du XVe siècle tenant un flambeau observe par une porte un couple d’amoureux enlacés.
- l'élégie est représentée par une femme drapée qui honore un buste d'homme antique en y posant une guirlande de fleurs.
- le chant et la musique sont regroupés dans les figures au-dessus. Un orchestre symphonique, comprenant piano, harpe, contrebasse, clarinette, violons et timbales  accompagne une chanteuse lyrique.
- la danse classique est symbolisée par un couple de danseurs exécutant un pas de deux, l'homme à genou et la ballerine réalisant une attitude en effacé.
- le théâtre antique est au centre de la partie droite de la frise, encadré par le drame et la comédie. Il est représenté par un centurion porteur de lance, au pied d'une statue féminine greco-romaine, mêlant les figures de Melpomène et de Thalie. Elle tient à la main les masques de la comédie et de la tragédie.
- le drame est évoqué par une pleureuse assise sur des marches, se lamentant devant un cadavre au bras pendant, sous l'éclairage blafard d'une lanterne.
- la comédie est au-dessus. Un couple se tient par la main devant cinq figures dansantes, évoquant les pastorales.
- la Commedia dell'arte termine l'ensemble avec ses personnages caractéristiques : Polichinelle avec une épée, Arlequin jouant de la mandoline, Colombine apparaît derrière une ouverture circulaire dans une paroi du décor. Elle porte un costume du XVIIe siècle, avec fontanges et éventail qui suggèrent que Grozdanovitch s'est basé sur la célèbre gravure de Maurice Sand. elle semble réagir avec affect à une proposition galante de la part de Pierrot, de dos, qui s'adresse à elle. Devant ce groupe, sur un tabouret, sont regroupés un bougeoir et le bâton d'Arlequin, fermant ainsi le cycle comme il avait commencé (on retrouve dans cette scène des objets, loup, instrument à cordes, épée, bougie, rappelant ceux de la nature morte qui commençait la frise).

Il est notable de constater l'absence criante de références au cinéma dans cet ensemble qui se concentre ainsi sur les arts de la scène, selon une conception traditionnelle. C'est un paradoxe, sachant que le bâtiment avait été reconstruit précisément pour mieux accueillir le 7e art par un spécialiste de l’architecture des cinémas.

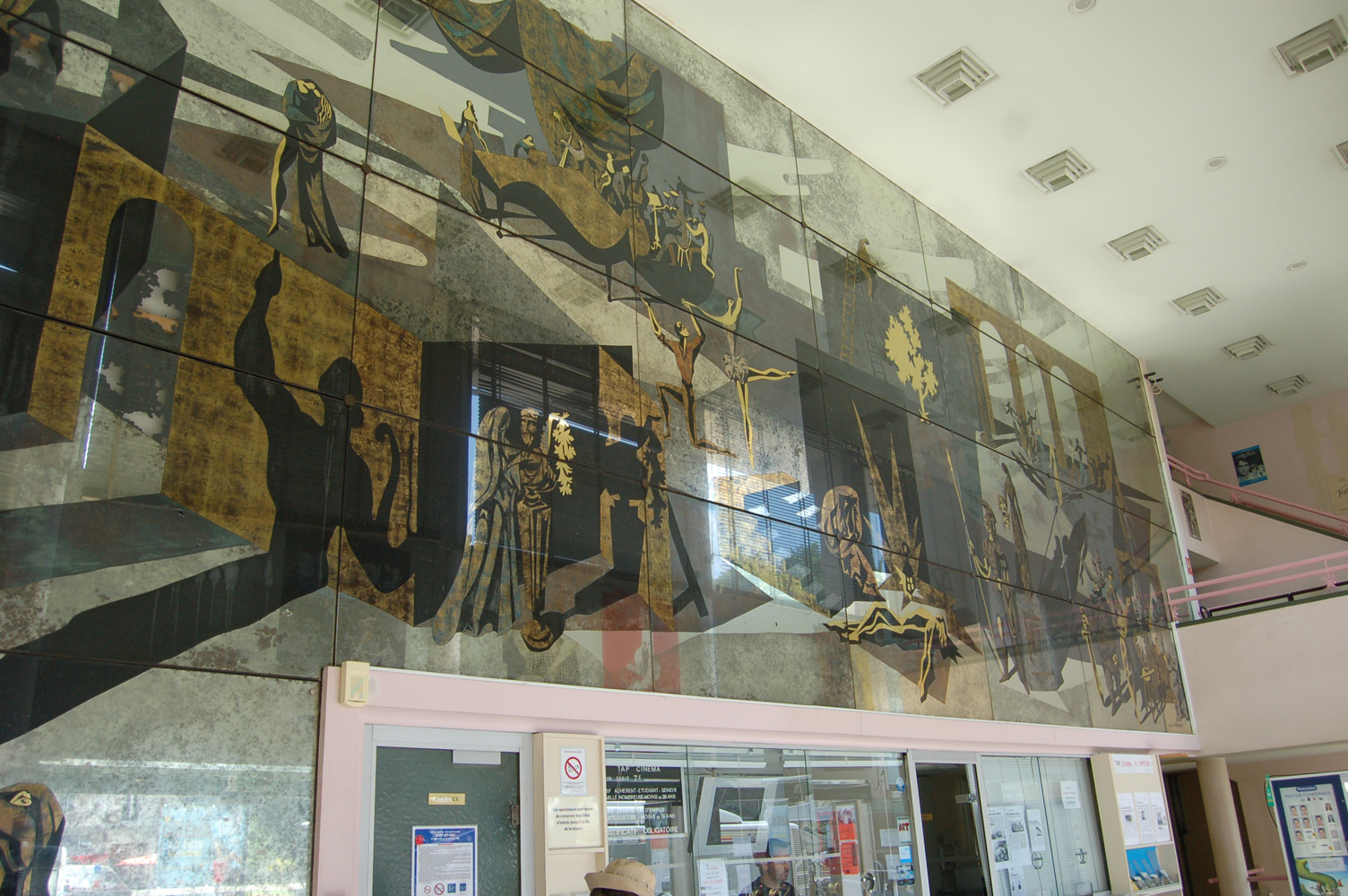
Vue de la partie droite dans son ensemble (2011).
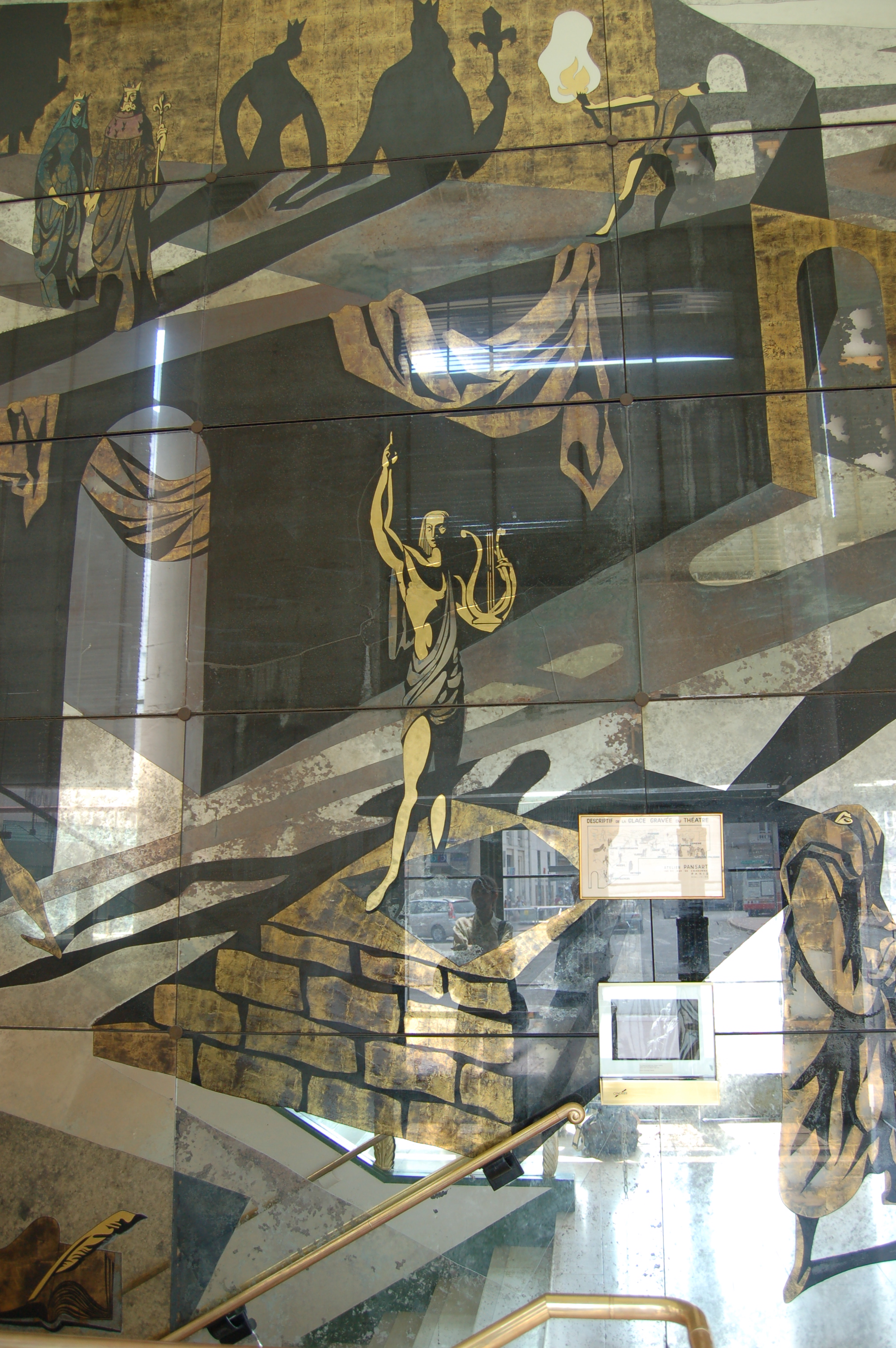
Détail : La poésie.
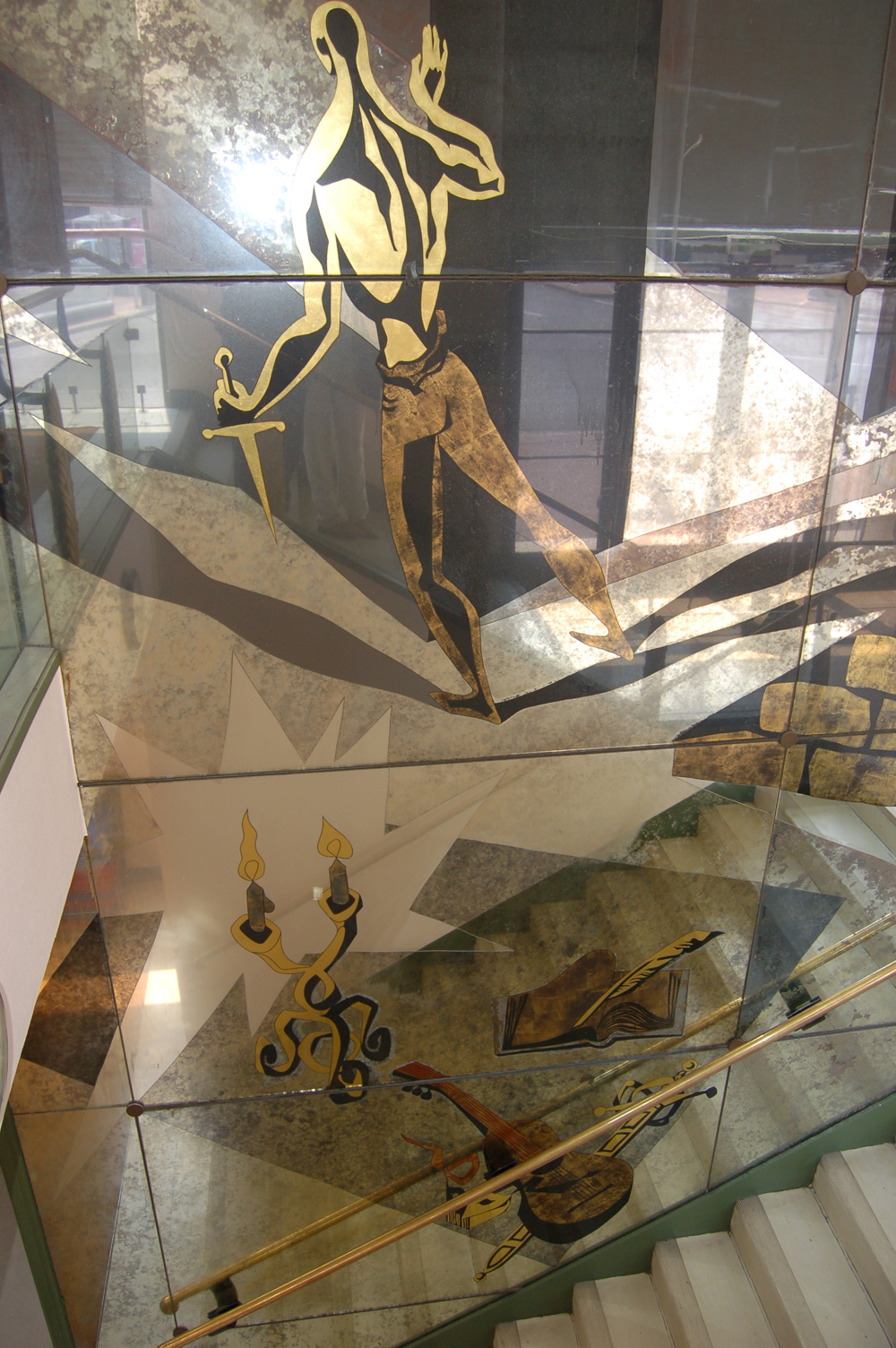
Vue de l'escalier descendant vers la salle de spectacles (2011).
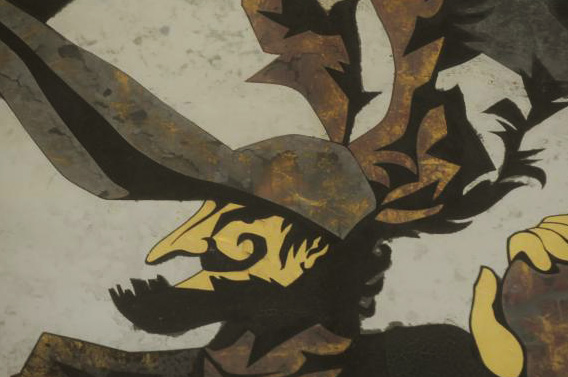
Détail : tête de Polichinelle.
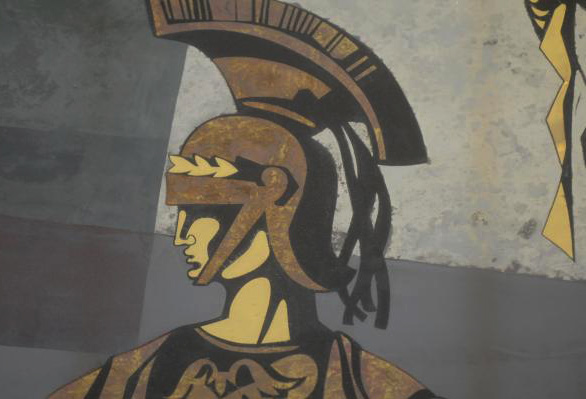
Détail : tête de centurion.

### Foyer et bar
Très réduit, le bar se résume à une alcôve fermée par un comptoir en bois massif orné d'une grille de laiton ajourée. De part et d'autre, deux portes donnent l'accès au balcon. Le foyer est tout en longueur, éclairé par des hautes fenêtres verticales. Les piliers sont ornés d'appliques baroques en laiton par la maison Caillat.

### Salle de danse
Tout l'étage du bâtiment était occupé par une grande salle de répétition et de danse. Les murs avaient conservé leur miroirs et les barres d'appui. Les plafonniers était des réalisations de la maison Kobis & Lorence, de Paris. Les volumes de cette salle avaient été conservés, malgré leur cloisonnement pour créer des bureaux pour la Scène Nationale.

### Les façades
La façade rappelle par sa sobriété et monumentalité les constructions des années 1930 tels que le Palais de Chaillot.

L'aspect solennel de l'entrée, aux colonnes fines supportant une large corniche, rappelle l'architecture néoclassique. Ces colonnes plaquées en pierre encadrent des portes en verre au centre et des portes aux châssis métalliques peints de part et d'autre. Trois fenêtres rectangulaires éclairent l'escalier de service à droite, et une arcade donne accès à la rue du Plat-d'étain (voir « Intégration urbaine », ci-dessous). À gauche, autour de l'élégant arrondi de l'angle s'étirent trois grandes fenêtres verticales qui traversent les étages intérieurs. 
Afin d'alléger les proportions, l'architecte a légèrement reculé l'étage de la salle de danse, visible par un bandeau quasi continu de fenêtres faisant office d'étage attique. À l'angle cet étage forme un minuscule balcon par un jeu de retours. Des corniches très simples encadrent toutes les ouvertures.
Les jeux de lignes, les courbes qui se répondent, notamment dans le traitement de l'angle sur la rue de la Marne, de même que les jeux d'étages en retrait, situent le bâtiment dans la lignée de l'Art déco et du style paquebot d'avant-guerre. Le goût pour les matériaux nobles, comme les parements de pierre qui recouvrent la structure sur sa façade, vont à l'encontre du modernisme international qui se développe alors. 
En revanche, dans la rue du Plat-d'étain, sur les façades latérale et arrière, le mur est laissé en béton brut, simplement peint, sans aucun traitement particulier.
La forme des fenêtres, le choix d'une façade largement vitrée, le surplomb du palier de l'escalier qui monte aux bureaux dans le hall, et les choix de construction situent néanmoins bien l'édifice dans l'après-guerre. Il est en cela assez proche de certains bâtiments de la Reconstruction, comme la bibliothèque municipale de Tours (1957).

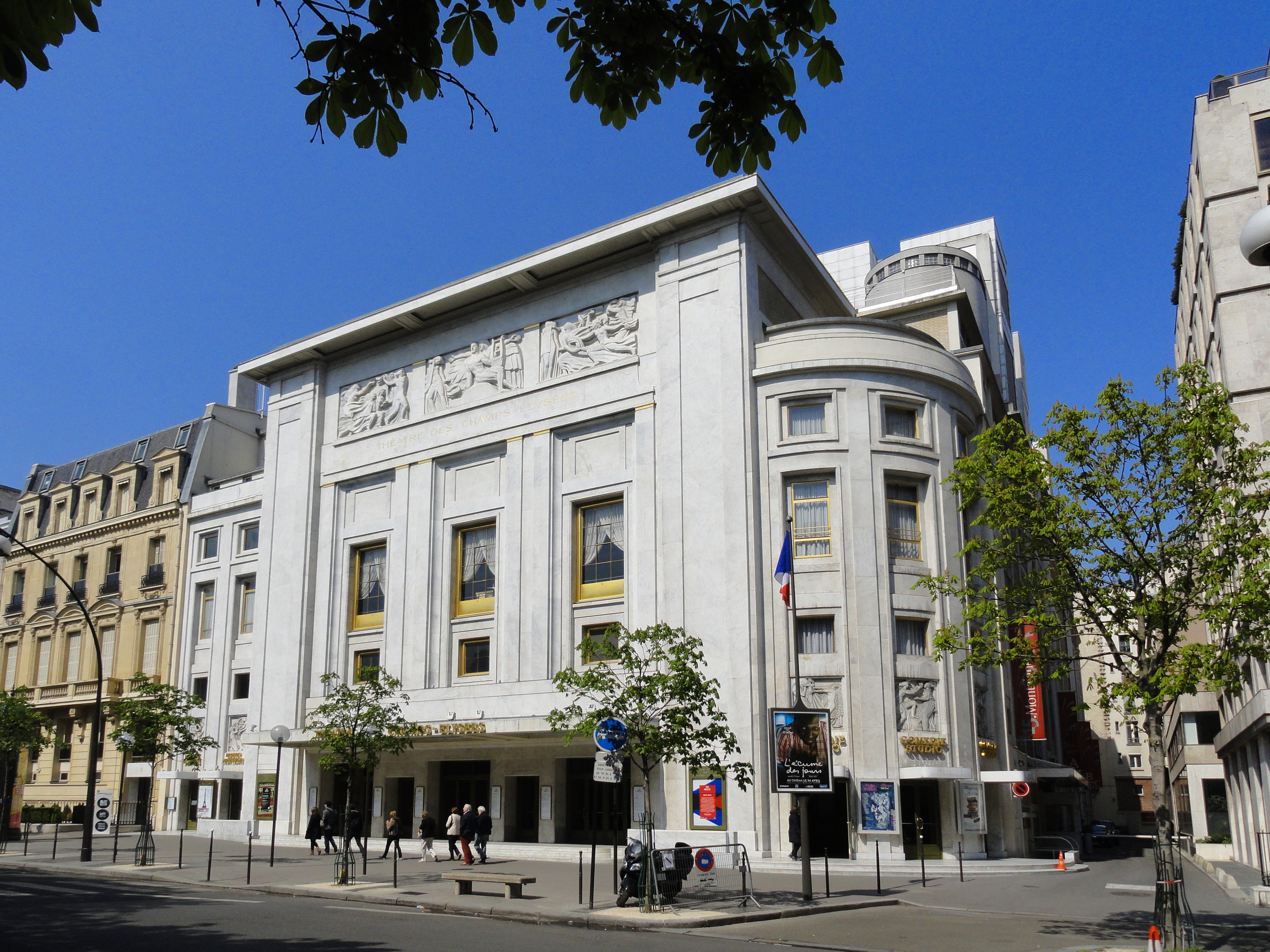
Le Théâtre des Champs-Élysées d'Auguste Perret, 1913...
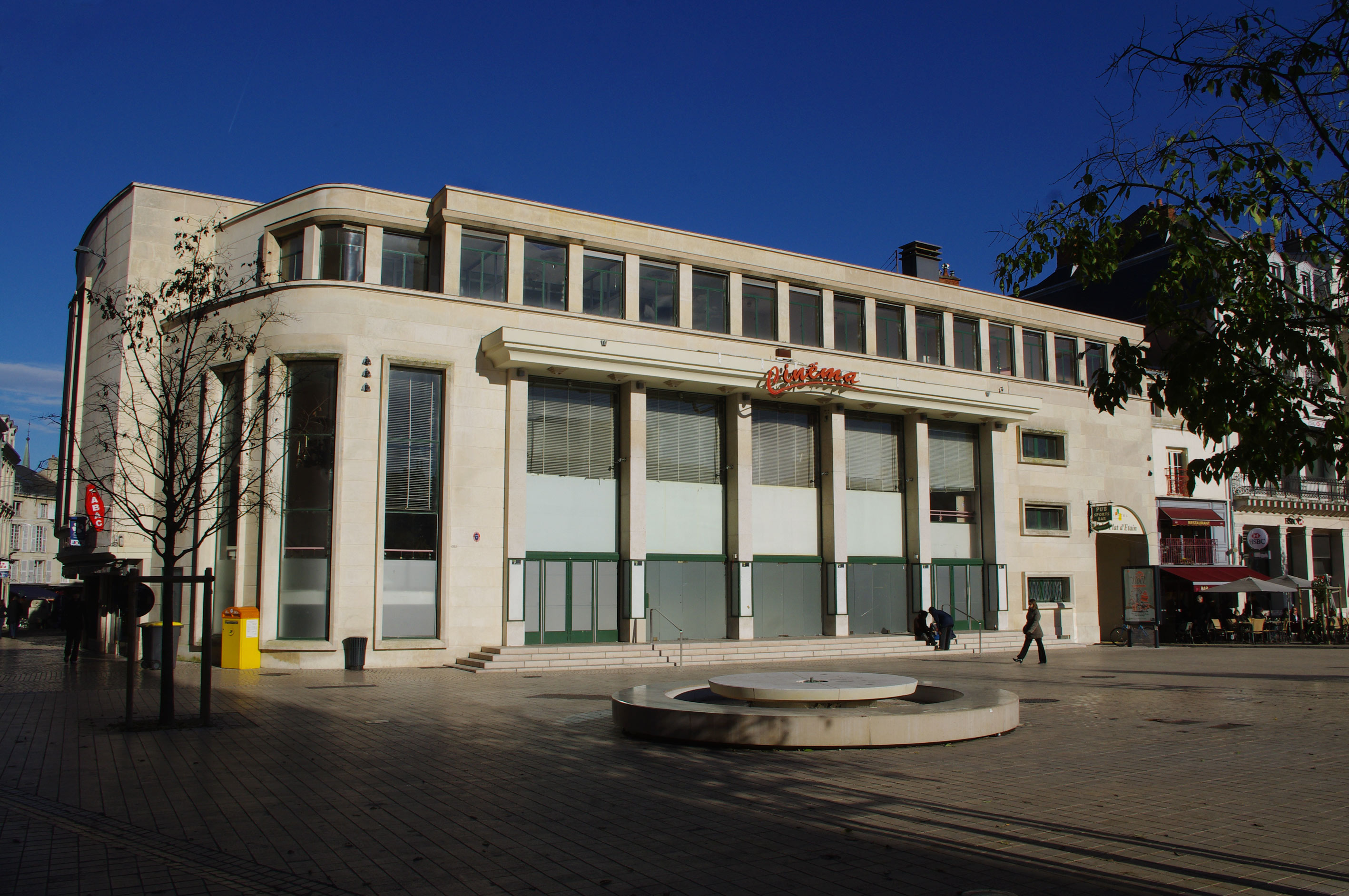
...et le théâtre municipal de Poitiers, 40 ans plus tard. L'un annonce les prémices de l'Art déco dans les salles de spectacle, l'autre son dernier souffle.

### Intégration urbaine

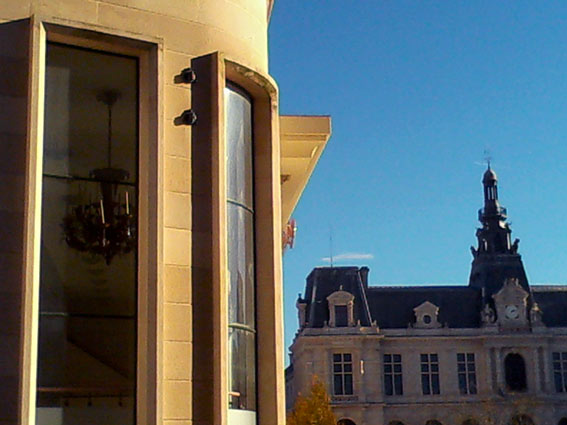
Deux conceptions de l'apparat : ornementation exubérante du XIXe siècle, sobriété élégante du XXe siècle... théâtre (1954) et hôtel de Ville (1875).

Une des particularités du théâtre municipal, c'est la manière dont le bâtiment dialogue avec son environnement urbain, à l'angle de la place principale de la ville. 
Continuités et ruptures architecturales
La sobriété de l'édifice et ses lignes claires ne concurrencent pas l'exubérante façade Second Empire de l'hôtel de ville. Sa fonction reste néanmoins bien visible par les lettrages THEATRE, autrefois éclairés au néon le soir, (aujourd'hui disparus) et le traitement de sa façade.
La pierre calcaire de placage et les lignes « paquebot » du bâtiment poursuivent la succession d'édifices Art déco des années 1920 et 1930 de la place, réalisés par les frères Martineau, Henri Jamard ou André Ursault. 
La rue du Plat-d'étain
Les volumes correspondent approximativement à celles du théâtre de 1819, lui-même calqué sur l'ancien hôtel de Nieul construit au XVIIIe siècle, du côté opposé de la place. Mais afin de gagner de la place pour les salles à l'étage, Lardillier rattache le théâtre aux immeubles voisins, franchissant la rue du Plat-d'étain et englobant son accès dans la composition de la façade par un portique en plein-cintre. Ainsi, le bâtiment n'apparait plus comme un monument isolé (comme l'était le précédent) mais forme une sorte de proue qui termine, tout en contrastant par ses lignes horizontales, le pâté d'immeubles bordant le côté nord de la place. En revanche, cet arc n'est qu'un placage, masquant une ouverture rectangulaire au plafond plat. De même, à l'angle de la rue du Plat-d'étain et de la rue de la Marne, le retour de la façade prolonge le placage de pierre calcaire sur plusieurs mètres au-dessus des vitrines des commerces, avant de s'arrêter brusquement pour céder la place au béton peint. Le bâtiment ne présente aucune ouverture sur cette rue, mis à part des sorties de secours et les accès de service pour l'installation des décors. Ces façades ne sont que des grands murs aveugles sans traitement particulier. 
L'architecte semble vouloir marquer la différence des fonctions, possiblement par souci d'économie, mais 
le résultat théâtralise les façades principales par contraste. Le faste s'oppose violemment à l'utilitaire.
Commerces
Peut-être en souvenir des boutiques qui occupaient la galerie à arcades du bâtiment précédent (dont le bureau de tabac « La civette », existant depuis le début du XXe siècle), deux locaux commerciaux ont été aménagés par l'architecte sous le surplomb formé par le foyer-bar. Cette élégante façade, donnant sur la rue de la Marne, est scandée de grandes fenêtres verticales.

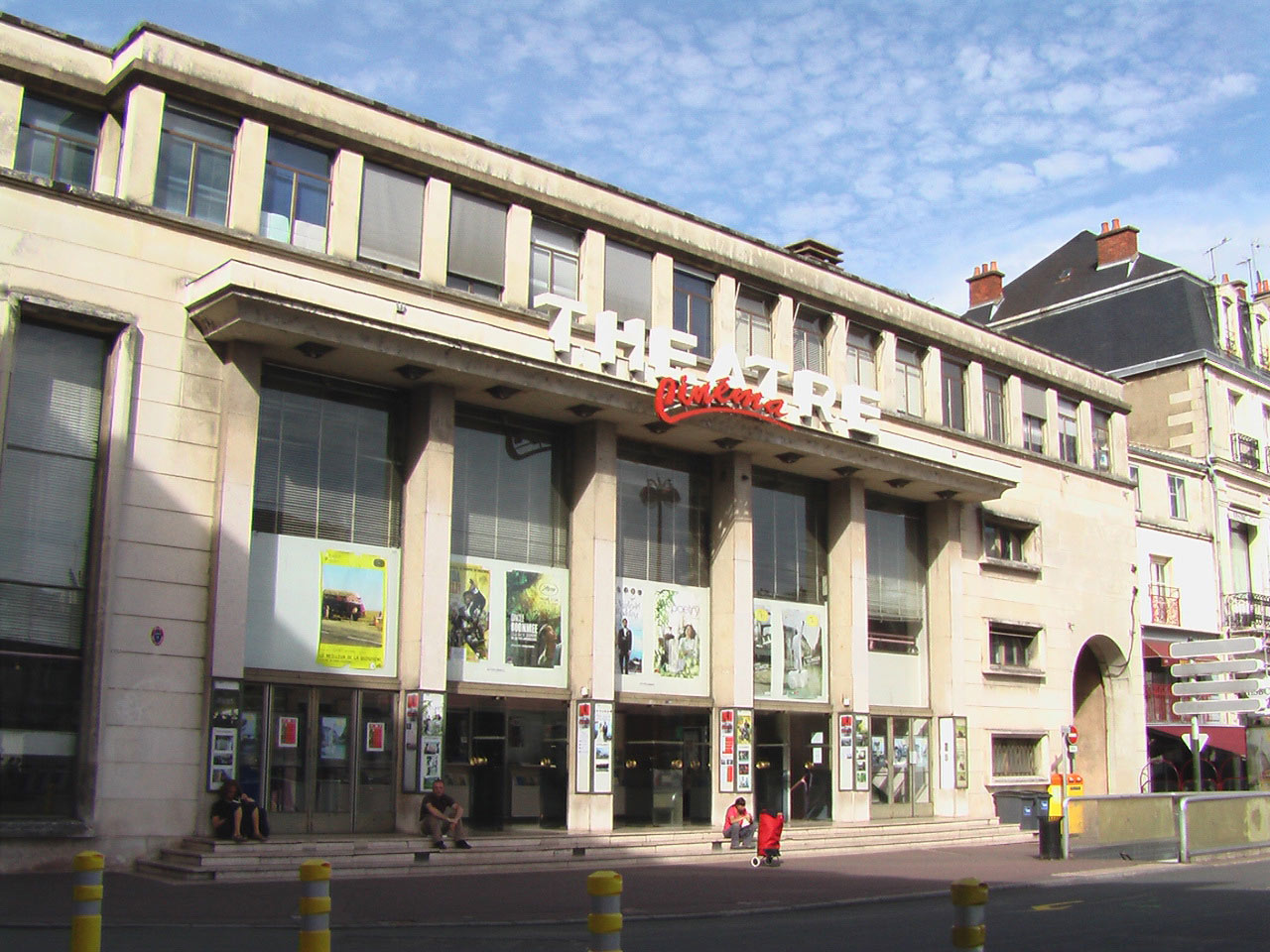
Façade en 2011 avant fermeture du cinéma et nettoyage du bâtiment.
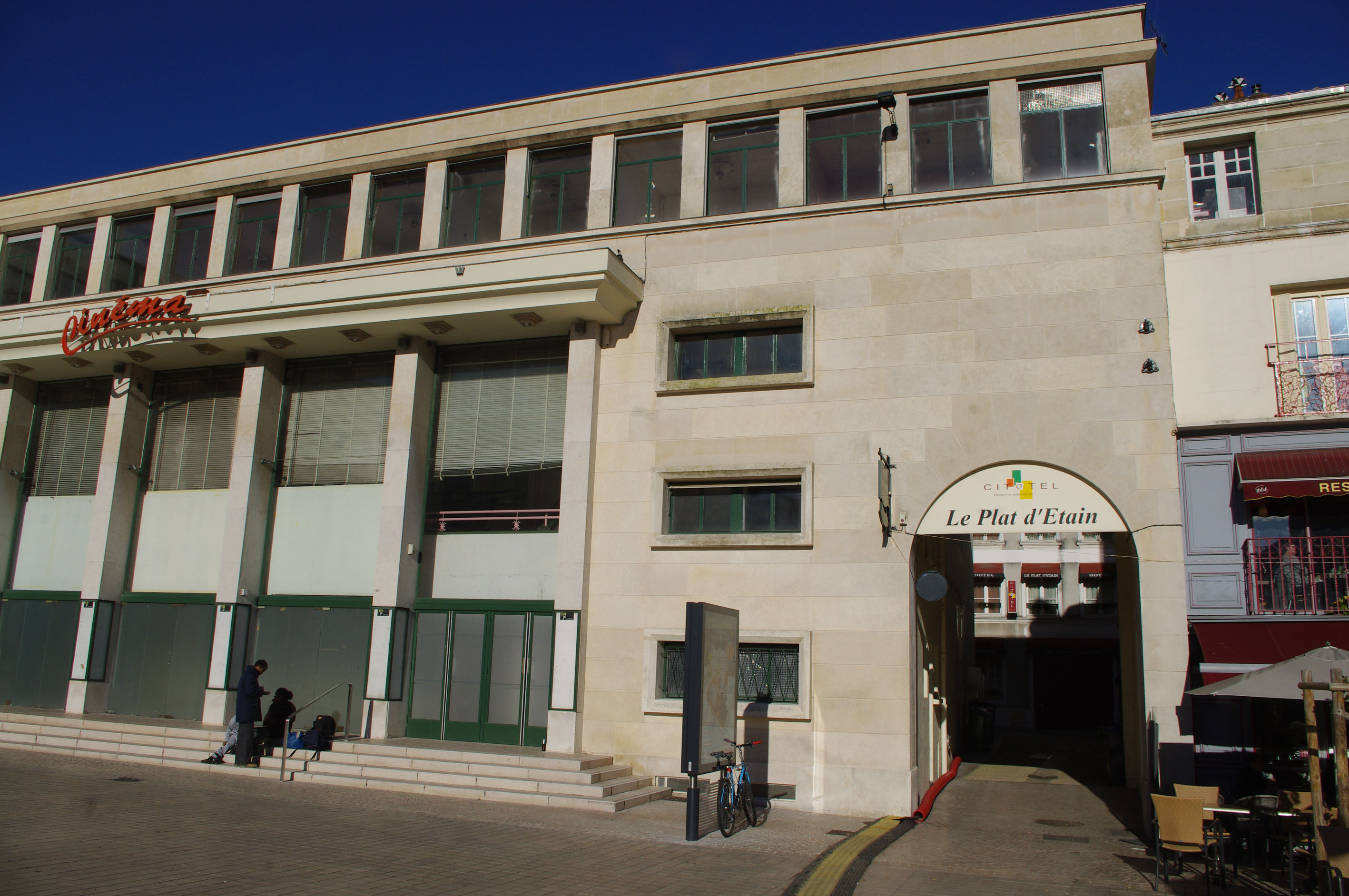
Arcade donnant accès à la rue du Plat-d'étain, état en décembre 2013. Une enseigne installée récemment nuit à la lisibilité du portique.
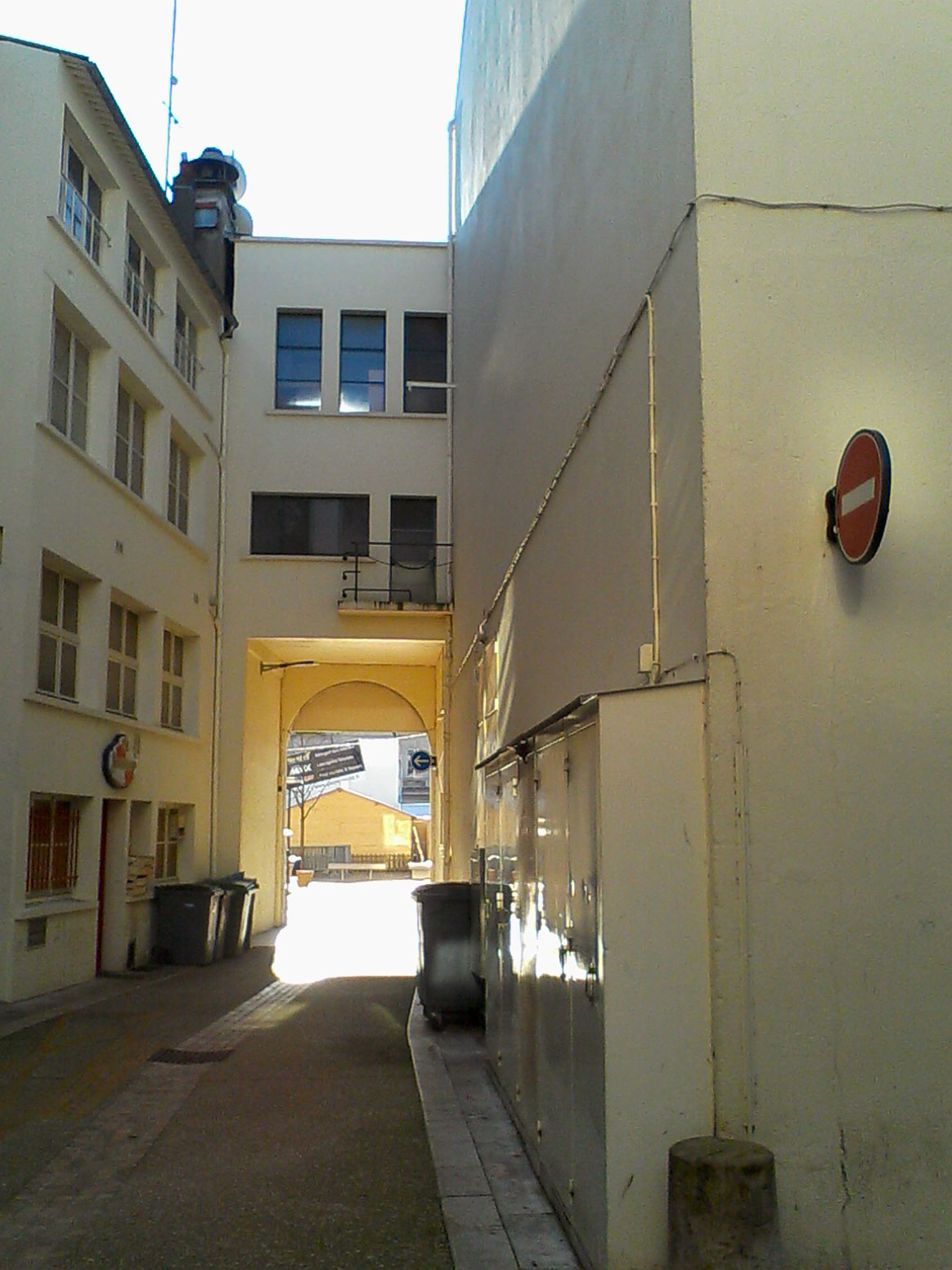
L'ouverture sur la place vue depuis la rue du Plat-d'étain.
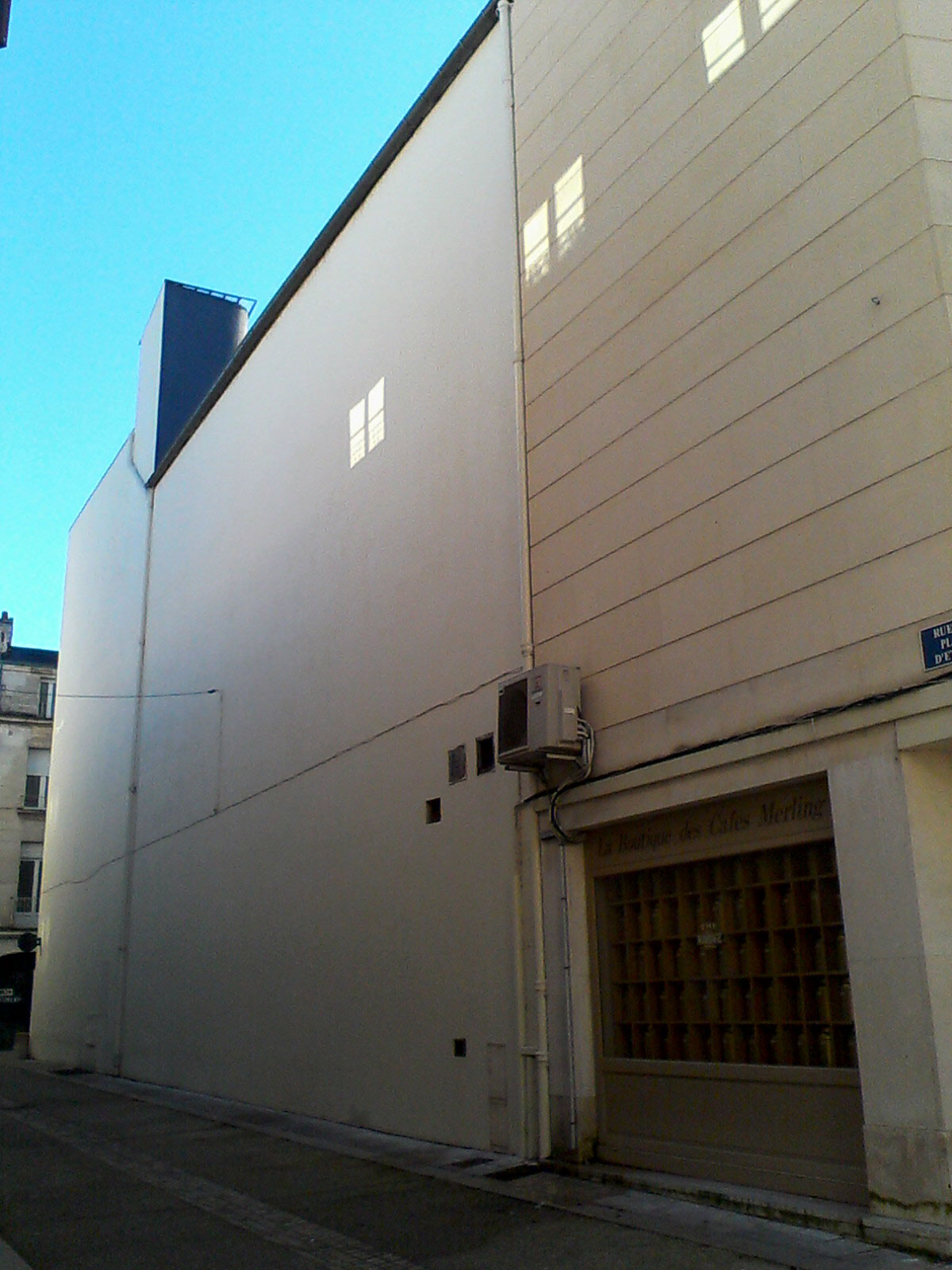
La façade arrière du bâtiment, un énorme mur aveugle.
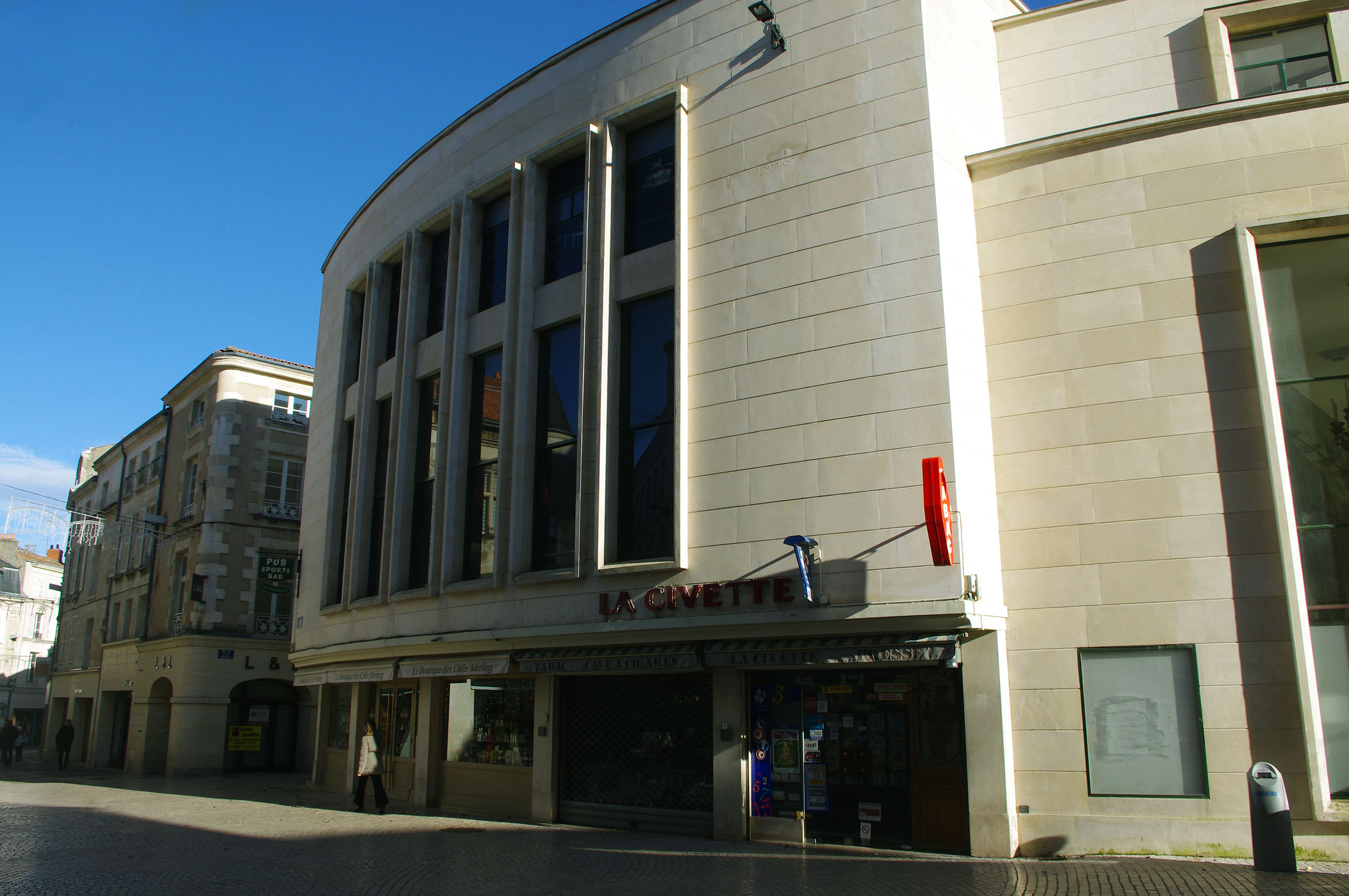
Façade du côté de la rue de la Marne, avec commerces (bureau de tabac et torréfacteur), décembre 2013.

Le théâtre est le successeur d'un édifice ancien, construit volontairement en 1819 le long d'une route royale et à l'angle d'une place très ancienne et très animée. Si cette histoire témoigne de la présence des arts vivants sur le plateau poitevin depuis le XIXe siècle au moins, les transformations de Lardillier, en inversant les façades du bâtiment, ouvrent largement le bâtiment sur cette scène en plein air qu'est la place d'Armes. Son décor intérieur est un héritage moderne des fastes du XIXe siècle. Intégré dans l'urbanisme Second Empire de la place du Maréchal-Leclerc et de la rue Victor-Hugo, il procède ainsi d'une continuité du rôle urbain de la place comme lieu de représentation politique (par l'hôtel de ville et la préfecture de la Vienne) et culturel (par le théâtre et aussi le musée, jadis dans l'hôtel de ville) et cela bien dans le XXe siècle.

## Postérité dans l’œuvre de l'architecte
Édouard Lardillier reprend plusieurs formules inventées au théâtre de Poitiers dans sa réalisation du théâtre municipal de Thionville en 1960. Il y traite l'angle en arrondi à gauche de la façade et y place l'escalier d'honneur, résultant en un édifice asymétrique comme à Poitiers, mais sans que cela ne soit justifié par l'emplacement. De même on y retrouve un jeu de volumes superposés vus par une grande façade largement vitrée et un traitement des escaliers intérieurs déportés de part et d'autre d'un hall en longueur. À Thionville, en revanche, le théâtre a perdu toute référence à l'Art déco, et le placage de pierre est réduit pour laisser place au béton peint.

## Installation d’Étienne Bossut
À l'occasion d'un symposium autour de la sculpture contemporaine organisé par le Musée Sainte-Croix en 1983 on installa une œuvre du sculpteur français Étienne Bossut sur la façade. Cette œuvre très colorée, réalisée pour l'endroit, représentait un bidon posée de travers sur le toit du Théâtre duquel se déversait un liquide stylisé en vaguelettes. Celui-ci rebondissait successivement sur la corniche, puis dans un arrosoir, avant de terminer au sol. Rappelant les Ready-made de Marcel Duchamp, revus et corrigés par le mouvement post-moderne, cette commande publique est restée en place jusqu'à la fin des années 1990.